# Jacques Clément
Jacques Clément (Serbonnes, 1567 - 1589) foi um monge dominicano que assassinou, no Château de Saint-Cloud, o rei Henrique III de França, no contexto das Guerras de Religião.
A guerra civil assolava França, e Clément tornou-se adepto da Liga Católica, da ala mais fanática e que pretendia exterminar os hereges. Teria criado nessa época o anagrama "C’est l’enfer qui m’a créé" ("Foi o inferno que me criou"), a partir das letras do texto Frére Jacques Clément (Irmão Jacques Clément). Talvez manipulado pela Duquesa de Montpensier, deixou Paris, em 31 de Julho de 1589, e seguiu para Saint-Cloud, de onde o rei comandava o cerco a Paris. Em 1 de Agosto de 1589 foi admitido à presença real, afirmando trazer uma mensagem confidencial, e apunhalou o rei enquanto este lia as cartas que lhe tinha apresentado. Henrique III ainda consegue lutar com o assassino e seus gritos de "Canalha! Tu me mataste!" alertaram sua guarda pessoal, os famosos "Quarenta e Cinco" que golpeiam Jacques Clément com suas espadas antes de jogá-lo pela janela. O rei faleceu durante a noite, designando como seu sucessor seu cunhado, Henrique de Navarra. O corpo de Clément foi esquartejado e queimado, um castigo reservado em França aos regicidas.
Seu ato foi apreciado de diversas maneiras na Europa, às voltas com as Guerras Religiosas. O Papa Sixto V o considerou um mártir e teria cogitado em sua canonização.